# Október 24.
Október 24. az év 297. (szökőévben 298.) napja a Gergely-naptár szerint. Az évből még 68 nap van hátra.
Névnapok: Salamon + Arétász, Gilbert, Gilberta, Gilgames, Harald, Herald, Herold, Ráchel, Rafael, Ráfis, Ráhel, Rákhel, Rákis, Salvador

## Események
- 1273 – Habsburg Rudolf német királyt megkoronázták Aachenben
- 1625 – Esterházy Miklóst Magyarország nádorává választják
- 1648 – A vesztfáliai békével lezárul a harmincéves háború.  Elismerik Svájc és Hollandia függetlenségét.
- 1795 – Harmadik alkalommal osztják fel Lengyelországot. Területét Poroszország, az Orosz Birodalom és Ausztria kebelezik be.
- 1849 – Haynau kiadja Magyarország ideiglenes katonai közigazgatási szervezetéről szóló rendeletét: Erdélyt, Horvátországot és a Muraközt leválasztja a Magyar Királyságról, az országot 15 kerületre osztja, a megyék megszűnnek.
- 1861 – Üzembe helyezik az első transzkontinentális távírókábelt.
- 1906 – I. Ferenc József király szentesíti a II. Rákóczi Ferenc és bujdosó társai hamvainak hazahozataláról szóló törvénycikket. Az ünnepélyes temetésekre október 29-én kerül sor.
- 1917 – Első világháború: A tizenkettedik isonzói csata kezdete. Az osztrák-magyar támadó csapatok Caporettónál áttörik az olasz frontot, átkelnek az Isonzó folyón, a Júliai-Alpokon, a Tagliamento folyón, elfoglalják Udine várost, és előrenyomulnak a Piave folyóig.
- 1929 – „Fekete csütörtök” a New York-i tőzsdén, e napon robban ki az 1929-től 1933-ig tartó gazdasági világválság.
- 1930 – Megnyitják a balsai Tisza-hidat.
- 1931 – Megnyitják a George Washington-hidat New York és New Jersey között.
- 1937 – Szálasi Ferenc megalapítja a Magyar Nemzeti Szocialista Pártot.
- 1940 – Kolozsváron megnyitják a Magyar Királyi Ferenc József Tudományegyetem Szegedről visszahelyezett jogi karát.[1][2]
- 1945 – Életbe lép az ENSZ alapokmánya, ezzel formálisan is megkezdi működését az Egyesült Nemzetek Szervezete.
- 1956 – Nagy Imrét nevezik ki (az 1953-as után másodszor) miniszterelnöknek, aki október 28-án koalíciós kormányt alakít.
- 1956 – A szovjet csapatok bevonulnak Budapestre.
- 1970 – Salvador Allende győz a chilei elnökválasztáson.
- 1973 – Fegyverszünettel ér véget a jom kippuri háború, az Izraeli csapatok ekkor 105 kilométerre állnak Kairótól és 42 kilométerre Damaszkusztól.
- 1980 – A lengyel állami és pártvezetés engedélyezi a Szolidaritás Független Szakszervezet működését.
- 1990 – A Magyar Köztársaság Alkotmánybírósága alkotmány-ellenesnek nyilvánítja a halálbüntetést.
- 1991 – A Szovjetunió és Lengyelország egyezményt köt, hogy 1993 végéig a Szovjet Fegyveres Erők utolsó katonáját is kivonják Lengyelországból.
- 2003 – A Concorde utolsó repülése, utasszállító repülőgépként.
- 2003 – Párttá alakult a Jobbik Magyarországért Mozgalom.

## Sportesemények
Formula–1
- 1954 –  spanyol nagydíj, Pedralbes - Győztes: Mike Hawthorn (Ferrari)
- 1965 –  mexikói nagydíj, Mexikóváros - Győztes: Graham Hill (Lotus Ford)
- 1976 –  japán nagydíj, Fuji - Győztes: Mario Andretti (Lotus Ford)
- 1993 –  japán nagydíj, Suzuka - Győztes: Ayrton Senna (McLaren Ford)
- 2004 –  brazil nagydíj, Interlagos - Győztes: Juan Pablo Montoya (Williams BMW)
- 2010 –  koreai nagydíj, Yeongam - Győztes: Fernando Alonso (Ferrari)

## Születések
- 51 – Domitianus római császár († 96)
- 1632 – Anton van Leeuwenhoek németalföldi kereskedő, az első mikroszkóp készítője, a baktériumok felfedezője († 1723)
- 1790 – Teleki József magyar történetíró, jogász, Erdély főkormányzója, az Akadémiai Könyvtár alapítója, az MTA társalapítója és első elnöke († 1855).
- 1812 – Tóth Ágoston Rafael honvéd ezredes, a modern magyar katonai térképészet úttörője († 1889)
- 1817 – Lázár Vilmos honvéd ezredes, aradi vértanú († 1849)
- 1821 – Aschermann Ferenc honvéd ezredes († 1893)
- 1844 – Dr. Karl Lueger osztrák politikus, 1897–1910-ig Bécs polgármestere († 1910)
- 1844 – Sarah Bernhardt francia némafilm színésznő († 1923)
- 1852 – Konti József magyar karmester, zeneszerző († 1905)
- 1853 – Ballagi Aladár magyar történész († 1928)
- 1854 – Déri Miksa magyar mérnök, elektrotechnikus, ipari feltaláló († 1938)
- 1866 – Kornis Elemér magyar újságíró, lapszerkesztő († 1927)
- 1882 – Kálmán Imre magyar zeneszerző, operett-szerző († 1953)
- 1886 – Grigorij Konsztantyinovics Ordzsonikidze grúz születésű bolsevik forradalmár, szovjet politikus, az SZKP PB tagja († 1937)
- 1901 – Zygmunt Puławski lengyel mérnök, repülőgéptervező († 1931)
- 1904 – Apátfalvi Czene János magyar festőművész († 1984)
- 1911 – Arkagyij Iszaakovics Rajkin orosz színművész, rendező, konferanszié († 1987)
- 1913 – Czímer József magyar dramaturg, esztéta, műfordító († 2008)
- 1913 – Tito Gobbi olasz operaénekes, bariton († 1984)
- 1920 – Feleki Sári Kossuth- és Jászai Mari-díjas magyar színésznő, érdemes művész († 1995)
- 1924 – Ács Irén magyar fotóművész, fotóriporter († 2015)
- 1924 – George Amick (George R. Amick) amerikai autóversenyző († 1959)
- 1926 – Komor István Jászai Mari-díjas magyar rendező, színigazgató († 1974)
- 1927 – Gilbert Bécaud francia sanzonénekes, zeneszerző, színész („Monsieur 100 000 Volt”) († 2001)
- 1930 – James Scott-Douglas brit autóversenyző († 1969)
- 1932 – Parti János az első magyar olimpiai bajnok kenus, edző († 1999)
- 1932 – Pierre-Gilles de Gennes Nobel-díjas francia fizikus († 2007)
- 1936 – Bill Wyman a Rolling Stones basszusgitárosa.
- 1939 – F. Murray Abraham Oscar-díjas amerikai színész
- 1942 – Serfőző Simon József Attila-díjas magyar költő, író
- 1945 – Kevey Balázs magyar botanikus
- 1947 – Kevin Kline Oscar-díjas amerikai színész
- 1948 – Csák Zsuzsa magyar színésznő († 2023)
- 1948 – Köves Géza magyar színész
- 1951 – Orosz István Kossuth-díjas magyar grafikusművész
- 1958 – Tóth Eleonóra Aase-díjas magyar színésznő
- 1960 – Joachim Winkelhock német autóversenyző
- 1965 – Ács József magyar költő
- 1970 – Zenza Raggi marokkói pornószínész
- 1974 – Babos Gábor magyar labdarúgó
- 1974 – Puzsér Róbert magyar publicista, újságíró, műsorvezető, kritikus
- 1978 – Nagy Cili magyar színésznő
- 1982 – Fairuz Fauzy (Mohamed Fairuz Fauzy) maláj autóversenyző
- 1983 – Katie McGrath ír színésznő és modell
- 1984 – Ragnheidur Ragnarsdottir izlandi úszónő
- 1985 – Wayne Rooney angol labdarúgó
- 1986 – Böde Dániel magyar labdarúgó
- 1987 – Charlie White amerikai jégtáncos
- 1989
  - Hais Welday Ghebrat eritreai sprinter
  - Felix Arvid Ulf Kjellberg svéd videójáték-kommentátor (PewDiePie)
- 1996 – Jaylen Brown amerikai válogatott kosárlabdázó

## Halálozások
- 1537 – Jane Seymour VIII. Henrik angol király 3. felesége, VI. Edward király anyja (* 1507 körül)
- 1601 – Tycho Brahe dán születésű csillagász (* 1546)
- 1842 – Carabelli György orvos, fogorvos. katonaorvos (* 1787)
- 1849 – Csernus Menyhért minisztériumi tisztviselő, az 1848–49-es szabadságharc vértanúja (* 1808)
- 1849 – Perényi Zsigmond a magyar főrendiház másodelnöke, az 1848–49-es szabadságharc vértanúja (* 1783)
- 1849 – Szacsvay Imre ügyvéd, politikus, az 1848–49-es szabadságharc vértanúja (* 1818)
- 1860 – Élie Decazes francia államférfi, Franciaország 4. miniszterelnöke (* 1780)
- 1914 – Zulawszky Béla honvédtiszt, olimpiai ezüstérmes vívó, (* 1869)
- 1930 – Paul Émile Appell francia matematikus (* 1855)
- 1938 – Ernst Barlach német szobrász, grafikus, költő (* 1870)
- 1941 – Reményik Sándor magyar költő (* 1890)
- 1945 – Vidkun Quisling norvég katonatiszt, náci kollaboráns politikus (kivégezték) (* 1887)
- 1946 – Putnoky Móric magyar földbirtokos, főispán, titkos tanácsos, országgyűlési képviselő (* 1866)
- 1948 – Vámbéry Rusztem magyar jogász, polgári radikális publicista (* 1872)
- 1948 – Zerkovitz Béla magyar zeneszerző (* 1881)
- 1948 – Lehár Ferenc magyar zeneszerző, katonakarmester, operettszerző (* 1870)
- 1957 – Christian Dior francia divattervező (* 1905)
- 1965 – Tommy Atkins brit autóversenyző (* 1893)
- 1971 – Jo Siffert (Joseph Siffert) osztrák autóversenyző (* 1936)
- 1974 – David Ojsztrah orosz hegedűművész (* 1908)
- 1985 – Bódy Gábor magyar filmrendező (* 1946)
- 1985 – Bíró László József a golyóstoll (BIC) feltalálója (* 1899)
- 1991 – Gene Roddenberry amerikai producer, forgatókönyvíró, a „Star Trek” sorozat alkotója (* 1921)
- 1994 – Raúl Juliá portoricói születésű amerikai színész (* 1940)
- 1995 – Pagonyi János Jászai Mari-díjas magyar színész (* 1919)
- 1996 – Patkós Irma magyar színművésznő (* 1900)
- 1997 – Berardo Taraschi olasz autóversenyző (* 1915)
- 2005 – Rosa Parks amerikai fekete polgárjogi harcos (* 1913)
- 2008 – Bálint Ágnes magyar írónő (* 1922)
- 2013 – Manolo Escobar spanyol tánc- és népdalénekes, színész (* 1931)

## Nemzeti ünnepek, emléknapok, világnapok
- Az ENSZ világnapja 1945 óta
- A magyar operett napja (2002 óta, Kálmán Imre születésnapja 1882-ben és Lehár Ferenc halálának napja 1948-ban)
- Zambia – a függetlenség napja (1964
- Claret Szent Antal Mária emléknapja a római katolikus egyházban